# 小行星797
小行星797（797 Montana）是一颗围绕太阳公转的小行星。1914年11月17日，霍尔格·蒂勒在汉堡描述了此天体。
該小行星以山的拉丁語「mons」命名，以紀念位於德國貝格多夫區的漢堡天文台。
这颗小行星的绝对星等为10.34等。

## 相关條目
- 小行星列表/1-1000

## 外部連結
- Asteroid Lightcurve Database (LCDB) （页面存档备份，存于）, query form (info （页面存档备份，存于）)
- Dictionary of Minor Planet Names, Google books
- Discovery Circumstances: Numbered Minor Planets (10001)-(15000) （页面存档备份，存于） – Minor Planet Center
- 小行星797 at AstDyS-2, Asteroids—Dynamic Site
  - Ephemeris · Observation prediction · Orbital info · Proper elements · Observational info
- NASA JPL小天體瀏覽器上的小行星797

| 前一小行星： 小行星796 | 小行星列表 | 後一小行星： 小行星798 |